# Hyperolius seabrai
Hyperolius seabrai es una especie de anfibios de la familia Hyperoliidae.
Es endémica de Angola.
Su hábitat natural incluye ríos, marismas de agua dulce y corrientes intermitentes de agua dulce.